# 葉足亞綱
葉足亞綱（學名：Phyllopoda），又名鰓足亞綱，是甲壳亚门鰓足綱的一個亞綱。

## 分类
葉足亞綱包括以下各個目：
- 双甲下纲 Diplostraca：原双甲目[2]。
  - 光尾目 Laevicaudata[2]
  - 棘尾目 Spinicaudata[2]
  - 圆蚌虫目 Cyclestherida[2]
  - 枝角目 Cladocera[2]
- †哈萨克鲎虫目 Kazacharthra
- †脂甲目 Lipostraca
- 背甲目 Notostraca